# Буторино
Буторино — село в Балейском районе Забайкальского края России. Входит в состав сельского поселения «Подойницынское».

## География
Село находится в северной части района, на берегах реки Домашней, вблизи места впадения её в реку Унду, на расстоянии примерно 4 километров (по прямой) к северо-востоку от города Балея. Абсолютная высота — 602 метра над уровнем моря. Через Буторино проходит автодорога 76К-009.
Климат
Климат характеризуется как резко континентальный с продолжительной холодной малоснежной зимой. Абсолютный минимум температуры воздуха самого холодного месяца (января) составляет −45,5 °C; абсолютный максимум самого тёплого месяца (июля) — 39,2 °C. Среднегодовое количество атмосферных осадков составляет 308,3 мм.
Часовой пояс
Село Буторино находится в часовой зоне МСК+6. Смещение применяемого времени относительно UTC составляет +9:00.

## История
Основано в середине XVIII века крестьянами, переселенными в зачёт рекрутского набора. В период с 1926 по 1935 годы являлось частью Жидкинского района.

## Население
| 1902 | 1989 | 2002 | 2010 | 2021 |
| ---- | ---- | ---- | ---- | ---- |
| 614  | ↘225 | ↘169 | ↘122 | ↘90  |

Половой состав
По данным Всероссийской переписи населения 2010 года в гендерной структуре населения мужчины составляли 51,6 %, женщины — соответственно 48,4 %.
Национальный состав
Согласно результатам переписи 2002 года, в национальной структуре населения русские составляли 98 % из 168 чел.

## Инфраструктура
В селе функционируют начальная школа, клуб, библиотека и фельдшерский пункт.